# Flavius Florentius (361)
Flavius Florentius (? – 361 után) a Római Birodalom politikusa és főtisztviselője. A 350-es években, II. Constantius uralkodása idején a birodalom nyugati részének praetorianus praefectusa – ami az egyik legmagasabb közjogi méltóság –, 361-ben consul.
Florentius életéről gyakorlatilag csak Ammianus Marcellinus tudósít, akinek Res Gestae című munkája a 4. század második felének legrészletesebb krónikája. Eszerint Constantius bizalmasát 357-ben nevezték ki a nyugati részekbe, ahol elsődleges feladata Iulianus caesar ellenőrzése, felügyelete volt. Ebben az évben a római adóbevételek nem érték el a tervezett szintet, ezért intézkedéseket tett az adó növelésére. Ezen elgondolásai az adók mértékének növelésének és új adónemek bevezetésének terveit jelentették. Ezeket a terveket Iulianus caesar ellenezte és megakadályozta, mivel a különleges adóterheket véleménye szerint a gallok már nem viselték volna el. Ehelyett Iulianus adócsökkentést hajtott végre.
Florentius és Iulianus nem jöttek ki egymással, a caesar hamarosan áttette székhelyét Viennensisből Lutetiába, hogy minél messzebb legyen a ráküldött kémtől. Florentius több hadjárata alkalmával mégis elkísérte és egészen 360-ig maradt praetorianus praefectus Galliában. Ebben az évben Constantius utasította Iulianust, hogy küldje keletre csapatait, amely parancs kitervelését Ammianus Marcellinus Florentiusnak tulajdonítja, mivel éppen abban az időben indoklás nélkül visszavonult Viennensisbe, a székhelyére, és ezt a várható zavargások elleni felkészülésnek véli. Amikor azonban értesült a lutetiai eseményekről – Iulianus augustusszá kikiáltásáról –, sietve elhagyta Galliát, és Constantiushoz menekült.
Constantius ekkor kinevezte Illyricum praetorianus praefectusának, mivel Anatolius éppen meghalt. Constantius a 361-es évre consullá nevezte ki, ekkor Mediolanumban tartózkodott. Iulianus és Constantius között a tárgyalások megrekedtek, Iulianus 361. július 3-án megindult Constantius ellen, egyik hadoszlopa a háromból – Flavius Iovinus vezetésével – Mediolanumot foglalta el, amely elől Florentius Konstantinápolyba menekült.
Iulianus 362 elején a korábbi rendszer tisztviselőit felülvizsgáltatta a chalcedoni bírósággal, Saturninius Secundus Salutius vezetésével. Ez a bíróság Florentiust távollétében halálra ítélte. Ammianus Marcellinus közlése szerint a constantiusi titkosszolgálat két korábbi tagja besúgta, hogy Florentius hol bujkál, de Iulianus nem volt hajlandó foglalkozni velük és Florentiust nem kerestette tovább az ítélet ellenére. Florentiusról ez az utolsó történeti adat.
| Elődei: Flavius Constantius és Flavius Iulianus | Consul 361 collega: Flavius Taurus | Utódai: Claudius Mamertinus és Flavius Nevitta |